# Dina
 For alternative betydninger, se Dina (flertydig). (Se også artikler, som begynder med Dina)
Dina er et pigenavn af hebraisk afstamning med betydningen "den dømmende", "kvindelig dommer". Varianter af navnet omfatter blandt andet Dinah, Dinna og Djina.
Omkring 1950 danskere bærer i 2017 et af disse navne ifølge Danmarks Statistik.

## Kendte personer med navnet
- Dinna Bjørn, dansk balletdanser og koreograf.
- Dinah Eckerle, tysk håndboldspiller.
- Dina Meyer, amerikansk skuespiller.
- Dinah Shore, amerikansk sanger og skuespiller.
- Dina Thorslund, dansk bokser.
- Dinah Washington, amerikansk sanger.

## Navnet anvendt i fiktion
- Dinas bog er en roman af Herbjørg Wassmo
  - Jeg er Dina, filmatisering af romanen instrueret af Ole Bornedal.
- "Dinah" er en sang, der indspillet i en lang række udgave af jazz- og popmusikere som Chet Baker, Duke Ellington, Mills Brothers, Benny Goodman og flere andre.